# Santo Stefano (Giotto)
Pour les articles homonymes, voir Santo Stefano.
Santo Stefano est une peinture a tempera sur fond d'or sur panneau de bois du peintre  Giotto di Bondone, datée des environs de 1330-1335. Elle est l'emblème du  musée Horne où elle est conservée à  Florence.

## Historique
La forme de son haut centinata et le style rapprochent cette œuvre d'autres du même auteur comme la Madonna col Bambino de la National Gallery de Washington et deux saints (San Giovanni Evangelista et San Lorenzo) du musée Jacquemart-André de Chaalis. Pour ces raisons  il semblerait que ces panneaux faisaient partie d'un polyptyque démembré et dispersé.

## Sujet
Saint Étienne, juif helléniste converti au christianisme, est représenté avec ses attributs de sainteté, à savoir, le livre et les pierres de sa lapidation (ici sur le haut de sa tête).

## Description
Le visage  tourné  vers la droite, le saint est  représenté de face en buste aux trois-quarts ; il affiche un regard aux yeux d'amande révélant son origine orientale ; comme diacre il est vêtu de la dalmatique au brocart très ouvragé et particulièrement détaillé à plis soyeux, comme le tissu tombant du livre. Les mains aux doigts effilés exagérément  longs rappellent l'iconographie byzantine encore présente chez Giotto ; les pierres de sa lapidation sont exposées symétriquement sur le haut de son crâne rasé.